# 北大阪急行電鉄2000形電車
北大阪急行電鉄2000形電車（きたおおさかきゅうこうでんてつ2000がたでんしゃ）は、かつて北大阪急行電鉄に在籍していた通勤形電車である。

## 概要
南北線開業用の車両として、1969年（昭和44年）に8両編成×5本（01 - 05F）と予備の4両×1本（06F）の44両が、7000・8000形 (初代)とともに製造された。1971年（昭和46年）に8両編成×1本（07F）が追加で新造された。
基本設計は相互乗り入れ先の大阪市営地下鉄御堂筋線の30系に準じている。

## 仕様
車体はステンレス鋼製で、30系に比べると全体的にやや丸みを帯びたデザインである。後に、前面と側面にマルーンの帯が入れられた。
室内は当時の30系や7000形・8000形 (初代)とは大きく異なり、親会社の阪急電鉄の車両に近い茶色系統のものが使用された。座席は当時の30系で採用されたFRP製のレザー張りではなく、モケット張りであり、乗務員室後ろや客用側扉の窓ガラスも30系より大きいものとなっていた。

### 制御・ブレーキシステム
制御・ブレーキシステムは30系、7000系・初代8000系と共通の抵抗制御・電空併用電気指令式ブレーキである。制御装置のメーカーは、大阪市交通局30系電車が日立製であったのに対し東芝製であった。

## 編成の組み換えと廃車

### 編成の組み換え
1986年（昭和61年）にVVVFインバータ制御で冷房装置を搭載した8000形 (2代)が製造されると廃車が開始され、またその過程で、御堂筋線あびこ駅 - なかもず駅間開業に伴い9両編成化することになり、9両編成×5本（01F - 04Fおよび07F）に組み替えられた。それに伴い05Fの4両と06Fの3両が廃車された。

### 運転終了
8000形の増備後は非冷房車の当形式は運用が減らされ、末期は主に冬から春先の朝・夕ラッシュ時や8000形の検査時代走として運用された。
1993年（平成5年）には8000形07Fが落成し、当形式の運用は同年10月2日の02Fの運用が最後となり、全車が廃車された。同月1日からカセットテープによる車内自動放送が開始されたが、本形式には車内自動放送装置は最後まで設置されず、運用時は自社線・御堂筋線とも車掌による肉声放送を行っていた。

### 編成表
登場時
2001-2101-2201-2301-2601-2701-2401-2501
2002-2102-2202-2302-2602-2702-2402-2502
2003-2103-2203-2303-2603-2703-2403-2503
2004-2104-2204-2304-2604-2704-2404-2504
2005-2105-2205-2305-2605-2705-2405-2505
2007-2107-2207-2307-2607-2707-2407-2507
2006-2106-2206-2506
9両編成化後
2001-2101-2801(2205)-2201-2301-2601-2701-2401-2501
2002-2102-2802(2105)-2202-2302-2602-2702-2402-2502
2003-2103-2803(2705)-2203-2303-2603-2703-2403-2503
2004-2104-2804(2405)-2204-2304-2604-2704-2404-2504
2007-2107-2807(2106)-2207-2307-2607-2707-2407-2507

## 保存車
02Fの千里中央寄り先頭車の2002号車が、兵庫県丹波篠山市の小倉商事篠山保養所にて静態保存されている。
かつては桃山台車庫に保存されていたが、2021年8月に桃山台車庫から搬出され、小倉商事に搬入された。
桃山台車庫保存時代は、毎年10月の鉄道の日のイベント「北急ふれあいフェスティバル」として桃山台車庫を公開しておりその際に見ることができた。時期によっては屋外に展示され、車内も公開されていた。